# Muerte de Michael Brown
La muerte de Michael Brown se produjo el 9 de agosto de 2014.  Brown, un joven afroamericano de 18 años, fue abatido a tiros cuando, bajo sospecha de asalto, agresión y robo, y con lo robado en mano, se resistió violentamente ante el policía blanco Darren Wilson en Ferguson, un suburbio de San Luis, estado de Misuri, Estados Unidos.
Brown estaba acompañado en el momento por su amigo Dorian Johnson, de 22 años. Wilson, un agente de policía de Ferguson, dijo que se produjo un altercado cuando Brown lo atacó en su vehículo policial para tomar la pistola de servicio de Wilson. La lucha continuó hasta que se disparó la pistola. Johnson, por su parte, dijo que Wilson inició una confrontación agarrando a Brown por el cuello a través de la ventana del coche patrulla de Wilson, amenazándolo y luego disparándole. En este punto, tanto Wilson como Johnson afirman que Brown y Johnson huyeron, y Wilson persiguió a Brown poco después. Wilson dijo que Brown se detuvo y cargó contra él después de una breve persecución. Johnson contradijo este relato, afirmando que Brown se dio la vuelta con las manos en alto después de que Wilson le disparara por la espalda. Según Johnson, Wilson le disparó a Brown varias veces hasta que Brown cayó al suelo. En todo el altercado, Wilson disparó un total de doce balas, incluidas dos veces durante la lucha en el automóvil. Brown recibió seis impactos, todos en la parte delantera del cuerpo.
En septiembre de 2014, Eric Holder, el fiscal general de los Estados Unidos lanzó una investigación federal del departamento de policía de Misuri para examinar si los agentes habían mostrado discriminación racial o empleado fuerza excesiva.
El gran jurado del condado investigó los eventos relacionados con la muerte. En una rueda de prensa celebrada el 24 de noviembre, el abogado fiscal Robert P. McCulloch del condado de San Luis, Misuri, dijo que el gran jurado había dictaminado que Darren Wilson no sería imputado. Los analistas legales plantearon inquietudes, es decir que el fiscal general persiguió un enfoque y proceso inusual que influyeron en el gran jurado para no imputar a Wilson.
El 28 de noviembre en el año 2014, después de una licencia retribuida desde el tiroteo, Darren Wilson presentó su dimisión al departamento de policía de Ferguson.

## Incidente
El 9 de agosto de 2014, Wilson condujo hasta donde se encontraban Brown y Johnson, jóvenes negros quienes caminaban en medio de la calle Canfield Drive, y les ordenó que se dirigieran hacia la acera (fue en respuesta a una denuncia de que ambos habían robado en una tienda). Entonces tuvo lugar un forcejeo entre Brown y el policía Wilson a través de la ventana de la camioneta policial, una Chevrolet Tahoe (el policía declaró que Brown lo golpeó dos veces en la cara, lo que resultó corroborado por las lesiones que presentó en su rostro y cuyas fotografías fueron publicadas por la prensa). El arma de Wilson se disparó dos veces durante la lucha, con una bala alcanzando el brazo de Brown mientras este se encontraba en el interior del vehículo. Brown y Johnson se escondieron detrás de un coche. Wilson salió del vehículo en persecución de Brown (tras haber pedido refuerzos por radio). La sangre en el suelo respalda las declaraciones del agente Wilson, quien indicó que Brown le hizo frente, que lucharon y Wilson temió que otro golpe fuera a dejarlo sin sentido, según declaró ante el gran jurado. Wilson disparó en varias ocasiones, y al menos seis proyectiles hicieron impacto en el cuerpo de Brown, hiriéndolo fatalmente. Brown estaba desarmado e inconsciente. Su compañero Johnson resultó ileso.

## Reacciones de protesta

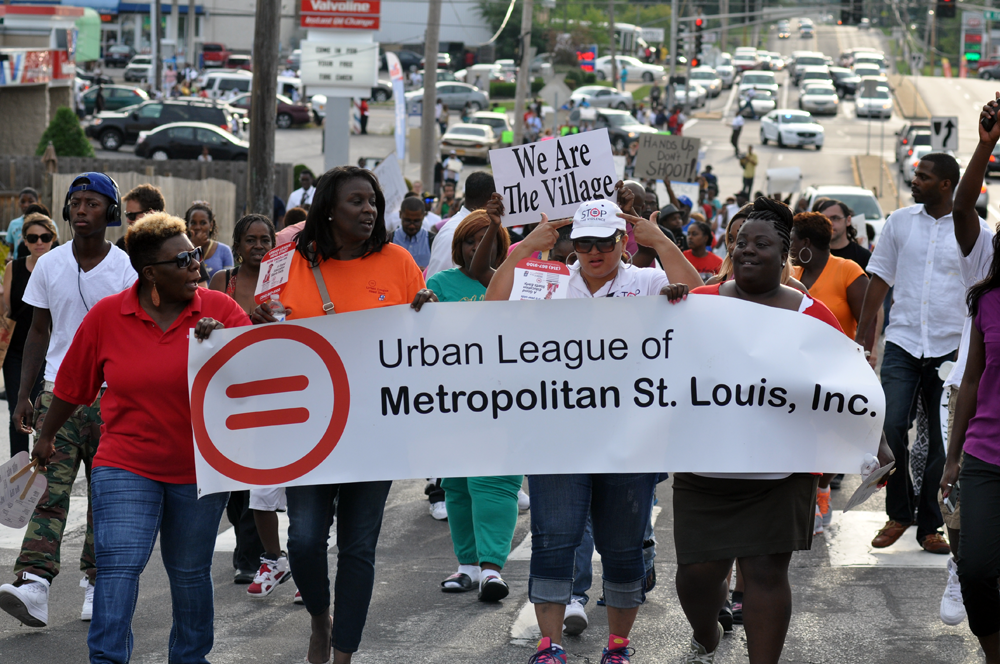
Manifestantes en Ferguson, el día 4.

El incidente desencadenó una serie de reacciones en la zona metropolitana de San Luis y también a nivel nacional, incluyendo manifestaciones pacíficas, protestas, enfrentamientos violentos de la población negra con la policía, varias formas de manifestaciones sociales y la demanda popular de una investigación de los hechos.
El 11 de agosto el FBI abrió una investigación del tiroteo, y al día siguiente el presidente de los Estados Unidos Barack Obama hizo una declaración pública de condolencias a la familia de Brown, disponiendo recursos federales para la realización de las investigaciones.
Pese a ello, la protestas por la muerte se mantuvieron y el 17 de agosto el gobernador de Misuri declaró el estado de emergencia en Ferguson, estableció el toque de queda y posteriormente, firmó la movilización de la Guardia Nacional.

## Reacciones internacionales

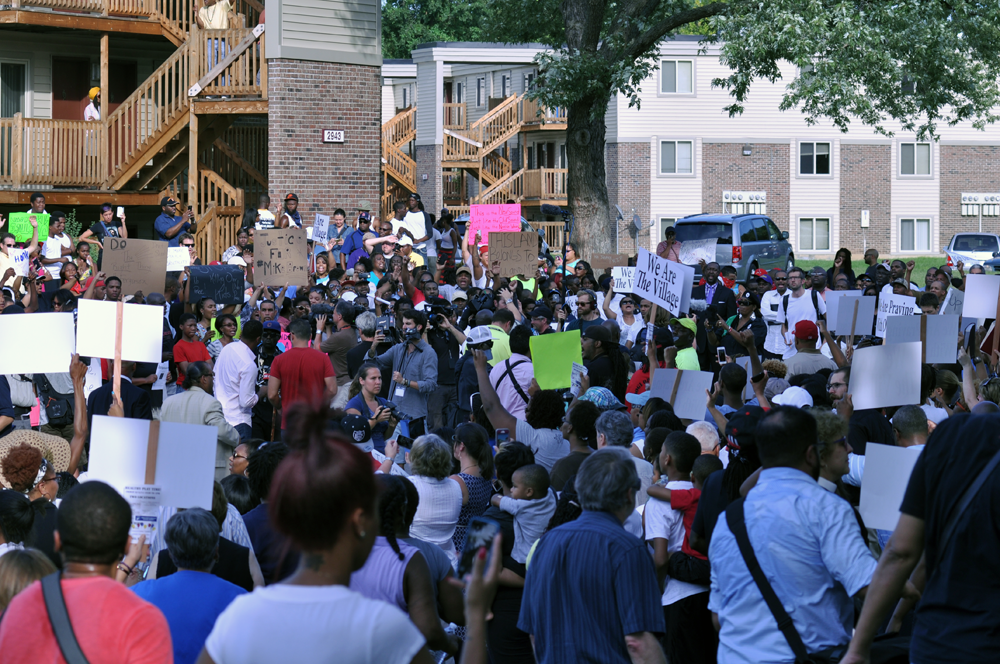
Manifestantes en Ferguson.

El secretario general de Naciones Unidas Ban Ki-moon hizo un llamado a las autoridades de los EE. UU. para asegurar la protección de los derechos de los manifestantes a reunirse pacíficamente y de la libertad de expresión.
Amnistía Internacional envió a Ferguson un equipo de observadores para velar por los derechos humanos. Fue la primera vez que la organización desplegaba un equipo de este tipo en los Estados Unidos. En un comunicado de prensa, el director de la delegación estadounidense de AI , Steven W. Hawkins, afirmó que los EE. UU. no podían seguir ignorando su obligación de proteger a la población.